# سنگ‌چشم آفریقایی تایتا
سنگ‌چشم آفریقایی تایتا (نام علمی: Lanius dorsalis) عضوی از خانواده سنگ‌چشمان است که در شرق آفریقا از جنوب شرقی سودان جنوبی، جنوب اتیوپی و غرب سومالی تا شمال شرقی تانزانیا یافت می‌شود. زیستگاه آن خاربوته‌ها، آکاسیا و دیگر جنگل‌های باز خشک است.